# Pentecopterus
Pentecopterus é um género extinto de escorpiões-marinhos que viveram há aproximadamente 460 milhões de anos. Uma das espécies é P. decorahensis. Trata-se da mais antiga descrição de euriptéridos e, com um comprimento estimado de 1,7 metros (5 ft 7 in), podendo ir até aos 1,83 metros (6 ft 0 in), um dos maiores artrópodes alguma vez descobertos, com um tamanho semelhante à conhecida classe milípede — arthropleura. Outras notáveis espécies de escorpiões-marinhos enquadram-se no mais recente período siluriana, os acutiramus, e no devoniano os Jaekelopterus, o único artrópode atualmente conhecido que supera o  P. decorahensis em tamanho. Segundo o pesquisador James Lamsdell, da Universidade Yale, P. decorahensis é "o principal grande predador".

## Descrição
Pentecopterus decorahensis deve o seu nome ao "penteconter", um antigo navio histórico da Grécia Antiga devido às semelhanças na aparência e comportamento predatório. Este é um mais antigo euriptérido descrito, que viveu há cerca de 460 milhões de anos; com um comprimento estimado de 1,7 metros (5 ft 7 in), e um máximo de 1,83 metros (6 ft 0 in), é também um dos maiores artrópodes conhecidos. De acordo com o cientista James Lamsdell da Universidade Yale, a espécie é "o primeiro grande predador".

## Descoberta
Cientistas do Iowa Department of Natural Resources e da Universidade Yale tinham feito a descoberta já em 2005, e em 2010 detinham já 150 exemplares fósseis, que correspondiam a pelo menos 30 animais, a cerca de 18 metros abaixo do rio Upper Iowa, dentro da cratera Decorah, uma antiga cratera de impacto provocada por um meteorito.